# Matt LaPorta
Matthew Vincent "Matt" LaPorta, född den 8 januari 1985 i Port Charlotte i Florida, är en amerikansk före detta professionell basebollspelare som spelade fyra säsonger i Major League Baseball (MLB) 2009–2012. LaPorta var främst förstabasman, men spelade även som outfielder.
LaPorta tog brons för USA vid olympiska sommarspelen 2008 i Peking.

## Karriär

### Major League Baseball

#### Milwaukee Brewers
LaPorta draftades av Milwaukee Brewers 2007 som sjunde spelare totalt och redan samma år gjorde han proffsdebut i Brewers farmarklubbssystem. Han ansågs vara en stor talang, men innan han hann debutera för Brewers byttes han sommaren 2008 tillsammans med tre andra spelare bort till Cleveland Indians i utbyte mot CC Sabathia. Han togs samma säsong ut till Futures Game, en match mellan de största talangerna i Minor League Baseball som spelas varje år i samband med MLB:s all star-match. Senare den säsongen deltog han i OS i Peking (se nedan).

#### Cleveland Indians
I början av maj 2009 kallade Indians upp LaPorta till moderklubben för första gången, och den 3 maj debuterade han i MLB för Indians. Han spelade 52 matcher för klubben den säsongen med ett slaggenomsnitt på 0,254, sju homeruns och 21 RBI:s (inslagna poäng). 2010 inledde LaPorta med Cleveland, men i början av juni skickades han ned till Indians högsta farmarklubb Columbus Clippers i International League (AAA) för att få mer speltid. I slutet av månaden kallades han upp igen efter att ha spelat bra för Columbus. Totalt under säsongen spelade han 110 matcher, men hans slaggenomsnitt sjönk till 0,221. Vidare hade han tolv homeruns och 41 RBI:s.
2011 spelade han 107 matcher och höjde sitt slaggenomsnitt något till 0,247 samt hade elva homeruns och 53 RBI:s. Indians hade dock hoppats på bättre spel av honom. 2012 tog LaPorta inte en plats i Indians spelartrupp när säsongen inleddes utan fick i stället spela för Columbus Clippers. I början av juni fick han chansen i moderklubben igen, men efter bara tre matcher skickades han tillbaka ned. I slutet av augusti fick han en ny chans att ta en ordinarie plats. Under hela säsongen blev det bara 22 matcher för Indians och han hade ett slaggenomsnitt på 0,241, en homerun och fem RBI:s. Samma år spelade han även 101 matcher för Clippers. Det visade sig senare att han hade spelat trots en skada i vänster höft, som opererades i oktober.
2013 spelade LaPorta enbart i farmarligorna och efter säsongen blev han free agent.

#### Baltimore Orioles
Inför 2014 års säsong skrev LaPorta på ett minor league-kontrakt med Baltimore Orioles. Innan säsongen hade startat släpptes han dock av Orioles.

### Liga Mexicana de Béisbol

#### Piratas de Campeche
När LaPorta släpptes av Orioles skrev han i stället på för Piratas de Campeche i Liga Mexicana de Béisbol (AAA).
I april 2015 meddelades att LaPorta hade avslutat sin karriär.

### Internationellt
LaPorta tog brons för USA vid olympiska sommarspelen 2008 i Peking. Han spelade sex matcher i turneringen, däribland bronsmatchen mot Japan som USA vann med 8-4, med ett slaggenomsnitt på 0,158, två homeruns och fyra RBI:s.